# Euchrysops kabrosae
Euchrysops kabrosae är en fjärilsart som beskrevs av George Thomas Bethune-Baker 1906. Euchrysops kabrosae ingår i släktet Euchrysops och familjen juvelvingar. Inga underarter finns listade i Catalogue of Life.